# Ulf Andersson
Ulf Andersson (Västerås, 27 giugno 1951) è uno scacchista svedese, Grande maestro.

## Biografia
Considerato il miglior grande maestro svedese di sempre, Andersson è famoso per la sua grande solidità di gioco, che ne ha fatto un giocatore molto difficile da battere.
Ha ottenuto il titolo di Maestro Internazionale a 19 anni e di Grande Maestro a 21. Particolarmente forte nei finali, in special modo di torri e pedoni, inflisse la prima sconfitta a Karpov come campione del mondo in una partita del torneo di Milano 1975.
Successivamente è diventato anche un forte giocatore per corrispondenza, diventando grande maestro anche in questo tipo di gioco e raggiungendo la prima posizione nel ranking mondiale. Le sue partite per corrispondenza tendono ad essere molto tattiche, in contrasto con il suo stile di gioco a tavolino.

## Principali risultati

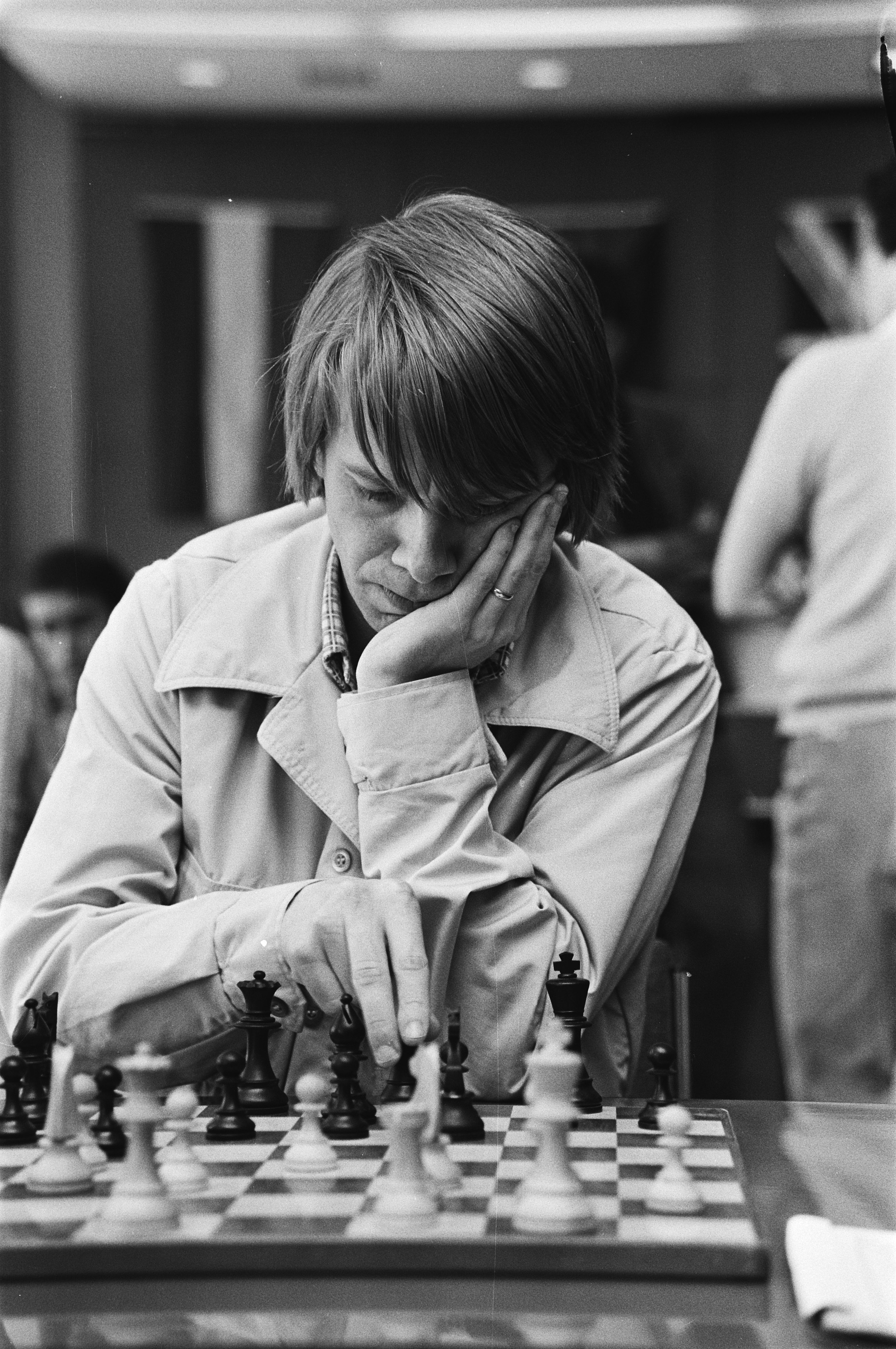
Nel 1979 durante un torneo ad Amsterdam

- 1969 : vince a Sundsvall il campionato svedese
- 1971 : =1º a Göteborg con Hort
- 1973 : 1º-3º a Dortmund con Spasskij e Hecht
- 1974 : 1º al Capablanca Memorial di Camagüey a Cuba
- 1975 : 1º al Capablanca Memorial Cienfuegos; vince il match con Larsen 5,5 - 2,5
- 1977 : 1º-3º nel torneo di Belgrado con Matulović e Smejkal
- 1978 : 1º a Buenos Aires
- 1979 : 1º al torneo di Hastings 1978/79; 1º a Buenos Aires; =1º a Monaco con Spassky e Hübner
- 1980 : 1º nel torneo Phillips & Drew di Londra; =1º con Nunn ad Hastings 1979/80
- 1981 : 1º ad Hastings 1980/81; 1º-4º a Johannesburg con Korčnoj, Hübner e Nunn
- 1982 : =1º con Karpov nel World Master di Torino; =1º con Karpov nel torneo Phillips & Drew di Londra
- 1983 : 1º nel torneo di Wijk aan Zee; pareggia un match di sei partite con Michail Tal' a Malmö[5]
- 1985 : 1º nel 28º torneo di Capodanno di Reggio Emilia (per spareggio tecnico su Ljubojević e Romanyšyn)
- 1986 : =1º con Gyula Sax nel 10º torneo "Bancoroma" di Roma

## Nazionale
Ha giocato dal 1970 al 2004 16 Olimpiadi con la Svezia, 11 volte in 1ª scacchiera, col risultato complessivo di (+58 –15 =119) (61,2 %). Ottenne una medaglia di bronzo in 1ª scacchiera alle olimpiadi di Buenos Aires 1978.